# Гента Миура
Гента Миура (јап. 三浦 弦太; 1. март 1995) јапански је фудбалер.

## Каријера
Током каријере је играо за Шимицу С-Пулс и Гамба Осака.

## Репрезентација
За репрезентацију Јапана дебитовао је 2017. године. За тај тим је одиграо 5 утакмица.

## Статистика
| Јапан  | Јапан   | Јапан  |
| Година | Наступи | Голови |
| ------ | ------- | ------ |
| 2017.  | 2       | 0      |
| 2018.  | 3       | 0      |
| Укупно | 5       | 0      |